# Mahjoubi Aherdane
Mahjoubi Aherdan,  né en 1921 ou 1924 à Oulmès et mort le 15 novembre 2020, est un militaire, personnalité politique, amazighiste, poète et peintre marocain né à Oulmès (Maroc). Il est le fondateur avec Abdelkrim al-Khatib du Mouvement populaire en 1957, un parti politique défendant la cause amazighe et formé principalement d'anciens militants de l'Armée de libération marocaine (ALN).

## Biographie

### Date de naissance
La date de naissance de Mahjoubi Aherdan est incertaine. Il naît en 1921 ou 1924 à Oulmès. Lors d'une interview accordée au Journal hebdomadaire en 2009, il affirme qu'il ne connait pas avec exactitude sa date de naissance et il avance : « Je n’en sais rien, il n’y avait pas d’état civil à l’époque. ».
Selon le Conseil consultatif des droits de l'homme -dont il a fait partie -, il est probablement né en 1921.

### Protectorat français
Mahjoubi Aherdan fait ses études primaires et secondaires au collège d'Azrou -une ville du Moyen Atlas- avant de fréquenter l'École militaire de Dar El Beida » de Meknès (actuelle Académie royale militaire) d'où il sort officier en 1940. Nommé caïd à Oulmès en 1949, il prend position contre le Pacha Glaoui de Marrakech en 1953 lors de l'exil du sultan Mohammed ben Youssef et l'avènement de Mohammed ben Arafa au trône alaouite. Il est alors révoqué de ses fonctions par le Résident général de France de l'époque, le général Augustin Guillaume.

### Maroc indépendant
Membre du Conseil national de la résistance, il est nommé gouverneur de la province de Rabat en 1956. En 1957, il fonde, avec le Dr. Abdelkrim al-Khatib, le Mouvement populaire, parti défenseur de la cause amazighe. 
Lors du Référendum constitutionnel marocain de 1962, Mahjoubi Aherdan vote favorablement pour le texte de la première constitution du Maroc indépendant et guide son parti à rejoindre le Front pour la défense des institutions constitutionnelles (FDIC) -parti créé par Ahmed Réda Guédira, ami intime du roi Hassan II- lors des élections législatives de 1963. Ce scrutin sera majoritairement remporté par le FDIC et guide Mahjoubi Aherdane à participer au gouvernement Bahnini en occupant le poste du ministre de la Défense nationale de 1963 à 1964 puis de l'Agriculture de 1964 à 1965, poste auquel il sera reconduit dans le gouvernement Hassan II 4 de 1965 à 1967.
En 1967, Abdelkrim al-Khatib décide de quitter le Mouvement populaire pour rester dans l'opposition et crée le Mouvement populaire démocratique et constitutionnel (MPDC, futur PJD). En 1970, Aherdan quitte alors le mouvement de Guédira (FDIC) et guide son parti à occuper la deuxième place lors des législatives de 1970 remportées par des indépendants qui créeront quelques années après le Rassemblement national des indépendants (RNI).
En 1977, lors de la formation du gouvernement Osman II, Aherdan accepte d'y participer et devient ministre d'État chargé des postes et des télécommunications, poste qu'il gardera dans le gouvernement Bouabid I. En 1981, il devient ministre d'État chargé de la Coopération dans le gouvernement Bouabid II.
En 1990, lors de la création du Conseil consultatif des droits de l'homme (CCDH),  Aherdan est désigné par le roi Hassan II pour représenter les militants  de l'Armée de libération marocaine (ALN). Il gardera son poste de membre du conseil jusqu'en 2011, où le CCDH sera remplacé par le Conseil national des droits de l'homme (CNDH).

## Crise du Mouvement populaire
Mahjoubi Aherdan est le secrétaire général du Mouvement populaire depuis sa création en 1957 et jusqu'en 1986, date à laquelle il est écarté de la présidence du parti par le jeune Mohand Laenser. Aherdane quitte alors le MP et fonde en 1991 un nouveau parti appelé le Mouvement national populaire (MNP). 
En 2006, les formations issues de la mouvance populaire, le Mouvement national populaire d'Aherdan et l'Union démocratique de Bouâzza Ikken, décident de fusionner et revenir à la formation mère le Mouvement populaire. Aherdane devient depuis le président du parti et Mohand Laenser, secrétaire général.

## Œuvres
- Un poème pour étendard, L'Harmattan, 1991 (roman)
- Ezzayegh, Éditions du Regard
- Mémoires, Éditions du Regard
- Aguns n tilla au cœur des ténèbres
- Iguider
- La masse ira
- Mémoires tome 2
- Le reflet du vent
- Ezzayegh
- Cela reste cela